# دورسون كاراتاي
دورسون كاراتاي (بالتركية: Dursun Karatay)‏ هو لاعب كرة قدم تركي في مركزي الوسط والهجوم، ولد في 5 أكتوبر 1984 في بلودنز في النمسا. لعب مع أوسكو باشينغ وقونية سبور ونادي رايندورف آلتاخ.

## وصلات خارجية
- دورسون كاراتاي على موقع اتحاد تركيا (لاعب) (الإنجليزية)
- دورسون كاراتاي على موقع قاعدة بيانات كرة القدم.إي يو (الإنجليزية)
- دورسون كاراتاي على موقع عالم كرة القدم.نت (الإنجليزية)